# Bet365
Bet365 (юридическое название Bet365 Group Ltd) — международная букмекерская компания, основанная в 2000 году.
Штаб-квартира компании находится в городе Сток-он-Трент, Bet365 также имеет офисы в Манчестере, на Гибралтаре, Мальте, в Болгарии и Австралии. По состоянию на 2020 год в компании работает более 4000 сотрудников.
Сайт БК доступен на 20 языках и использует 19 валют. Компания неоднократно признавалась лучшим онлайн букмекером мира. Её годовая выручка — $3 млрд. Во главе стоит Дэнис Коатс, а штаб-квартира находится в английском городе Сток-он-Трент.

## История
Bet365 была основана в Великобритании еще в 1974 году. До появления собственного веб-ресурса (bet365.com) имела лишь наземные пункты приема ставок. В 2000-м начала работу в Интернет, а через 5 лет вовсе отказалась от ППС и сосредоточилась исключительно на услугах в сети.
В 2001 году сайт заработал, и ставки начали приниматься в режиме онлайн. Однако история компании начинается в 1974 году, когда в Великобритании Питером Коутсом была открыта сеть наземных пунктов приема ставок под названием «Провинциальные гонки». Бизнес оказался весьма успешным, уже к середине 90-х годов сеть насчитывала 1000 пунктов приема ставок и была одним из лидеров букмекерского рынка в Великобритании.
В конце 1990-х годов Дениз Коутс, дочь основателя компании Питера Коутса, которая сегодня является генеральным директором Bet365, заметила рост популярности онлайн-ставок. Благодаря её упорству в марте 2001 года была запущена онлайн-платформа Bet365. Для развития бизнеса в интернете сеть наземных ставок была заложена, а вырученные деньги пошли на развитие сайта и программного обеспечения.
Хронология событий:
- 2000 год — Дениз Коутс приобретает домен Bet365.com;
- 2001 год — Bet365 выходит в сеть;
- 2004 год — на пике растущего рынка онлайн-покера, Bet365 добавил скин от Microgaming Poker Network. Так началось более тесное сотрудничество и одновременно интеграция на рынок СНГ. Это также дало Bet365 ещё один источник дохода и подогрело интерес со стороны крупных игроков;
- 2005 год — принято решение сосредоточиться только на интернет-бизнесе, продана сеть наземных пунктов приема ставок;
- 2008 год — внедрен новый движок обработки ставок. Наряду с казино, покером и спортом, Bet365 стал игровым сайтом с полным спектром услуг, предоставляя игрокам множество игровых линеек (том числе Бинго);
- 2011 год — активное продвижение мобильных ставок;
- 2011 год — благодаря изменениям в местном законодательстве[4] пришли на рынок Македонии и Болгарии.
- 2014 год — рост операционной прибыли на 80% по сравнению с предыдущим годом (компания получила прибыль в размере 320,9 млн фунтов стерлингов;
- 2016 год — сайт букмекерской конторы Bet365 вместе с другими беттинговыми и игорными сайтами был заблокирован Роскомнадзором;[5]
- 2019 год — выручка компании увеличилась на 10 %, а годовой доход приблизился к 3 миллиардам фунтов стерлингов.[6]

Дениз Коутс, генеральный директор Bet365, в 2017 году вошла в десятку самых богатых предпринимательниц мира и по сей день является одним из самых высокооплачиваемых руководителей в Великобритании. Она владеет 50,1 % акций Bet365. Всего семья Коутс (Дениз, Питер и Джон Коутс) держат более 90 % акций. Ее брат Джон занимает позицию исполнительного директора, а отец Питер занимает пост председателя правления холдинга.
Председатель Bet365 Питер Коутс также является председателем правления в футбольном клубе «Сток-Сити», а в мае 2012 года Bet365 подписала трёхлетний контракт с клубом и стала титульным спонсором команды. В апреле 2016 года Bet365 стал новым титульным спонсором стадиона клуба, заменив местное предприятие «Britannia Building Society», соглашение рассчитано на 6 лет. Летом 2016 года Bet365 также подписала спонсорские контракты с болгарскими клубами «Лудогорец» и «Славия София» на предстоящие два сезона.
Летом 2019 года крупнейшие британские букмекеры и операторы онлайн-казино William Hill, GVC Holdings, Flutter Entertainment, Stars Group и Bet365 заключили соглашение о переводе средств на борьбу с игорной зависимостью. Они договорились увеличить сумму с 0,1% до 1% валового дохода в следующие 5 лет.

## Награды и премии
- На конкурсе eGaming Review Operator Awards 2010, который проводился журналом eGaming Review , Bet365 получила награду «Оператор года».[12][13]
- В 2014 году Bet365 вошла в список самых быстрорастущих частных компаний в сфере технологий, средств массовой информации и телекоммуникаций по версии The Sunday Times Tech Track 100.[14]
- Журнал eGaming Review c 2010 года по сегодняшний день регулярно включает Bet365 в свой ежегодный список Power 50 среди 50 самых влиятельных интернет-игровых компаний.[15][16][17]
- В феврале 2013 года Дениз Коутс была выбрана одной из 100 самых влиятельных женщин в Британии по версии Woman’s Hour на BBC Radio 4.[18]

## Критика
В 2018 году 19-летняя студентка Меган Макканн обвинила компанию Bet365 в том, что она отказывается выдавать выигрыш размером около 1 миллиона фунтов стерлингов и подала судебный иск в Верховный суд Северной Ирландии. Иск повлек за собой настоящую битву адвокатов.
В 2016 году Bet365 была оштрафована на 2,75 миллиона австралийских долларов за вводящую в заблуждение рекламу, в которой клиентам ложно обещали «бесплатные ставки».
Дениз Коутс стала самым высокооплачиваемым руководителем в Великобритании в 2017 году, получив зарплату в размере 217 миллионов фунтов стерлингов. В 2018 году ее зарплата выросла до 265 миллионов фунтов стерлингов, поскольку компания сообщила о росте прибыли на 31% до 660 миллионов фунтов стерлингов, что вызвало критику со стороны благотворительных организаций, занимающихся проблемами азартных игр. В январе 2019 года Bet365 заняла второе место в списке крупнейших налогоплательщиков Великобритании The Sunday Times, при этом семья Коутс - Дениз, Джон и Питер заплатила предполагаемый общий налог в размере 156 миллионов фунтов стерлингов, из которых 99 миллионов фунтов стерлингов были уплачены только Дениз.

## Доля мирового рынка
По результатам Financial Times на 2019 год букмекерская контора Bet365 занимает второе в мире место по доходам.